# Teodora, bizantska carica
Teodora (oko 500. – 548.), bizantska carica i supruga cara Justinijana I. i njegova najbliža savjetnica i suradnica.
Ne zna se točno gdje i kada je rođena, ali se uzima da je petnaestak godina mlađa od Justinijana. Njenim zavičajem dugo se smatrala Paflagonija, a noviji povjesničari vjeruju da je to Konstantinopol.  Iako je poticala iz najnižeg staleža, uspjela je postati bizantskom caricom, iako je do tada zakon zabranjivao takvu vrstu braka. Nakon smrti njenog svekra Justina I., dobila je titulu auguste, što nije bila neka značajna titula, ali je ona itekako znala utjecati na Justinijanove odluke. Bila je aktivna i u vjerskoj politici. Omogućila je povratak protjeranim monofizitima, pa je u njihovoj tradiciji upamćena kao velika dobrotvorka i najpobožnija vladarica.
Ponijela se 532. kao dostojna suvladarica kad je suprugu Justinijanu I. pomogla ugušiti pobunu Nika koja je skoro zbacila cara s prijestolja.